# ماسائو هارادا
ماسائو هارادا (انگلیسی: Masao Harada؛ ۲۲ سپتامبر ۱۹۱۲ – January 22, 2000 (aged 87)) ورزشکار دو و میدانی اهل ژاپن بود.